# Фредерік Нсабіюмва
Фредерік Нсабіюмва (кір. Frédéric Nsabiyumva, нар. 26 квітня 1995, Бужумбура) — бурундійський футболіст, центральний захисник південнофриканського клубу «Чиппа Юнайтед» і національної збірної Бурунді.

## Клубна кар'єра
Народився 26 квітня 1995 року в місті Бужумбура. Вихованець футбольної школи клубу «Атлетіко Олімпік». Дорослу футбольну кар'єру розпочав 2012 року в основній команді того ж клубу, в якій провів один сезон. 
2013 року перебрався до південноафриканського «Джомо Космос», в якому протягом наступних п'яти сезонів взяв участь у понад ста іграх місцевої футбольної першості.
2018 року перейшов до іншої місцевої команди, «Чиппа Юнайтед».

## Виступи за збірну
2013 року дебютував в офіційних матчах у складі національної збірної Бурунді.
У складі збірної був учасником першого в її історії великого міжнародного турніру — Кубка африканських націй 2019 року в Єгипті, де виходив на поле в усіх трьох іграх групового етапу, які, щоправда, його команда програла.